# Кавказский военно-исторический музей
Кавказский военно-исторический музей («Храм Славы») — военно-исторический музей Российской империи, располагавшийся в Тифлисе и бывший посвящённым подвигам русских войск при покорении Кавказа.

## История

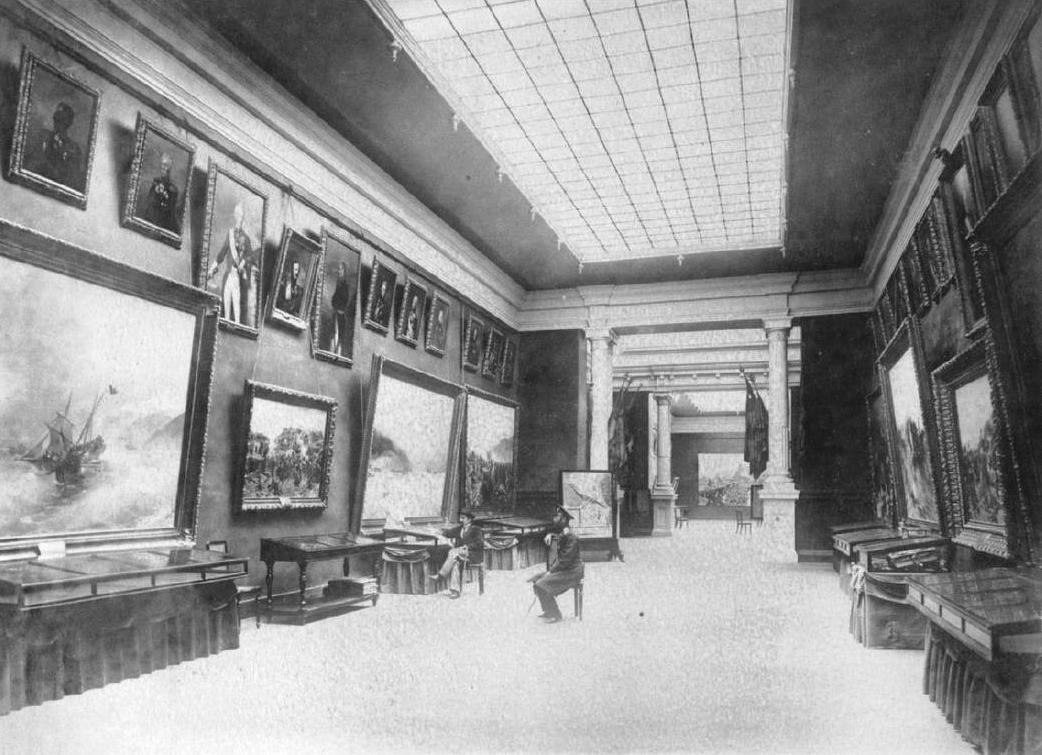
Интерьеры музея

Идею создания музея в 1884 году выдвинул командующий Кавказский военным округом генерал Дондуков-Корсаков. Идея была поддержана императором Александром III, на строительство музея было выделено 80 тысяч рублей серебром. Здание музея было построено по проекту архитектора Альберта Зальцмана в 1888 году в центре Тифлиса, бывшего в то время и центром Кавказского военного округа и центром Кавказского наместничества. 
Началось формирование фондов музея, собирали трофеи эпохи Кавказской войны. Особое место в музее занимала батальная живопись. В музее выставлялись работы художника Франца Рубо, получившего заказ на написание картин посвященные Кавказской войне, специально для музея. Среди прочего в музее хранились панорама «Штурм аула Ахульго» и картина «Пленение имама Шамиля». Также в музее находились картины Николая Самокиша и Ивана Айвазовского.
В создании и управлении музеем принимали активное участие военные историки кавказоведы: Василий Потто, Владимир Томкеев, Семён Эсадзе. При их участии была сформирована организация музея, состоящая из нескольких отделов, каждый из которых имел свою коллекцию предметов. Помимо батальной живописи в музее хранились портреты деятелей покорения Кавказа, знамёна, трофеи, захваченные в боях с горцами, турками и персами. С 1906 по 1911 годы директором музея был Потто, в 1912 году Томкеев, c 1913 года Эсадзе.
В 1888 году ещё не успевший открыться музей посетил император Александр III. Однако в конце XIX века из за недостатка средств полностью реализовать замысел музея не удалось. В марте 1906 года по указанию наместника на Кавказе Воронцова-Дашкова музей был подчинён военно-историческому отделу Кавказского военного округа. Музей был пополнен предметами, переданными из других музеев и храмов России. На лицевой стороне здания музея были помещены 10 больших металлических досок с надписями о важнейших событиях Кавказской войны. 11 февраля 1907 года состоялось торжественное открытие Кавказского военно-исторического музея, также известного как «Храм Славы».

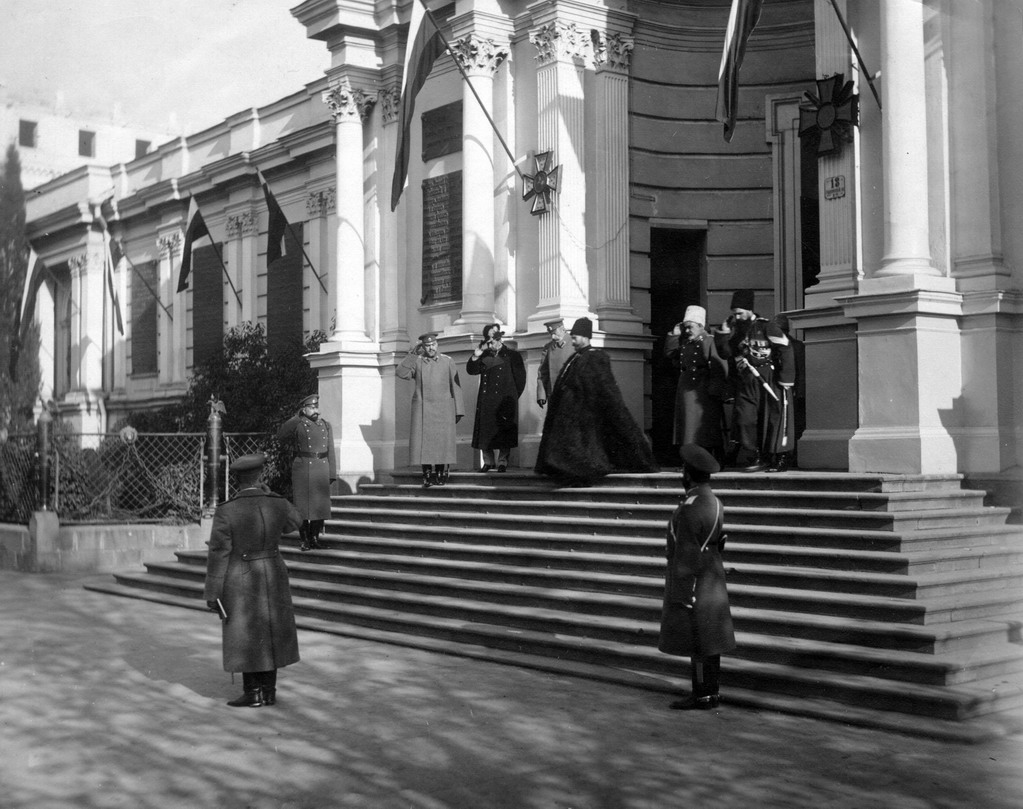
Император Николай II у входа в музей 28 ноября 1914 года

Кавказский военно-исторический музей являлся не только средством сохранения исторической памяти и культурного наследия, но и выступал символом могущества государства, инструментом его идеологической политики на кавказской окраине. Побывать в музее можно было в любой день, кроме субботы, стоимость входного билета составляла 20 копеек. Учащиеся и военнослужащие посещали музей бесплатно, проходили и коллективные посещения музея группами нижних чинов, воспитанников военно-учебных и гражданских заведений. Музей состоял из трёх комнат, с открытыми проходами между собою. В средней комнате помещались артиллерийские орудия, трофейные снаряды, старинные доспехи; у входа в соседнюю комнату находятся вооружения Кавказа, войск в различные периоды войн с Персией, Турцией и с горцами Кавказа, целая коллекция кавказского оружия и образцы персидского и турецкого вооружения. Предметы двух остальных комнат подразделялись на 4 ряда: верхний ряд от потолка занят знамёнами, за ними идут портреты деятелей Кавказской войны, ниже следуют картины различных художников и витрины.
Во время Первой мировой войны в ходе своей поездки на Кавказ, 27 ноября 1914 года музей посетил император Николай II. В конце 1914 года в условиях начала боевых действий на Кавказе было принято решение эвакуировать экспонаты музея, которых к тому моменту имелось более тысячи. Они были эвакуированы в Ставрополь и временно размещены в доме Венецианова по Николаевскому проспекту. В 1918 году имущество музея было национализировано и передано Ставропольскому краеведческому музею, а впоследствии было передано в различные музеи СССР и перестало существовать как единое целое.
В 1920 году в Тифлисе в здании бывшего Храма Славы была открыта Грузинская картинная галерея.